# Karosa řady Š

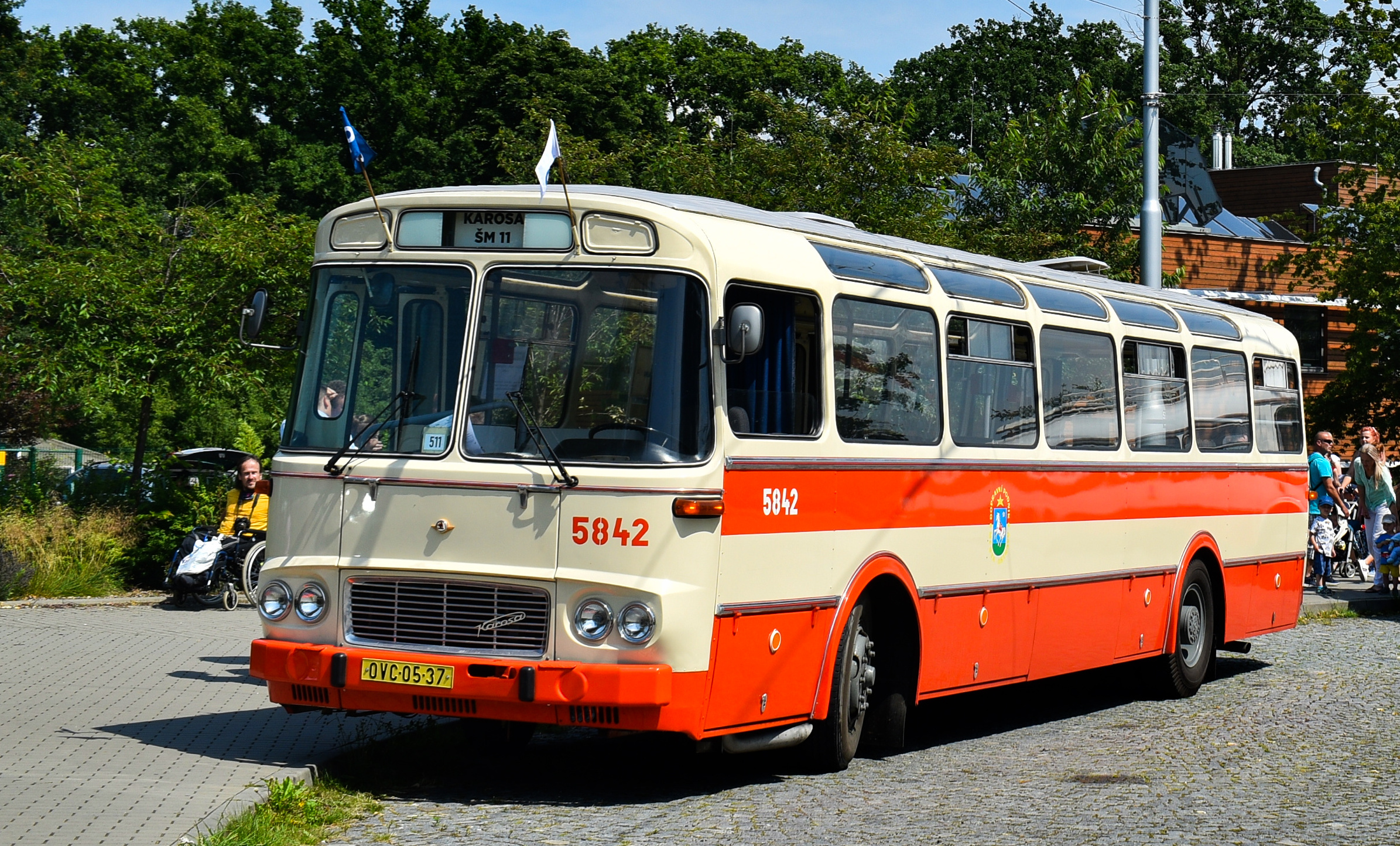
Městský autobus Karosa ŠM 11 v Ostravě

Karosa řady Š je souhrnné označení pro několik modifikací československého autobusu, který vyráběl národní podnik Karosa Vysoké Mýto v letech 1964 (funkční vzorky již od roku 1961) až 1981.

## Historie
Vozy řady Š začaly být vyvíjeny jako nástupce modelu Škoda 706 RTO, který ve třech (respektive čtyřech) variantách vyráběla Karosa od roku 1958. Vládní usnesení z konce 50. let ale zadalo Karose vývoj zcela nového vysokokapacitního autobusu, který (vzhledem k dalším vládním podmínkám) již nemohl být pouhou modernizací typu 706 RTO, ale podnik musel vyvinout zcela nové řešení. Tím se stala koncepce samonosná karoserie, kterou podnik Karosa používal i nadále po skončení výroby autobusů řady Š (písmeno Š označuje výrobce motoru, podnik Škoda). První dveře byly umístěny do převisu před přední nápravu, případné další dveře byly dostatečně široké pro dva proudy cestujících. Dalším požadavkem byla dobrá manévrovatelnost, která byla docílena krátkým rozvorem a dělenou přední nápravou. Motor a ostatní agregáty byly umístěny pod podlahu vozidla.
Zcela první autobus řady Š, typu ŠM 11, byl vyroben roku 1961 a na rozdíl od svých následovníků byl vybaven mnohými součástkami ze západní Evropy. V následujících letech opustily brány Karosy další funkční vzorky. Ověřovací série typu ŠM 11, kterou byla započata sériová výroba, byla vyrobena v roce 1964. Výroba řady Š skončila roku 1981, Karosa do té doby vyprodukovala v několika variantách 26 669 kusů, z nichž byla přibližně pětina určena na export. Poslední autobusy na území Česka byly v pravidelném provozu v roce 1994 v rámci MHD v Opavě a Plzni. Mnoho vozů řady Š bylo zachováno jako historických.
Vozy řady Š měly být unifikovány s trolejbusy Škoda T 11 (první československý pokus o unifikaci autobus/trolejbus). Karoserie pro vozy T 11 (téměř shodné se skříněmi pro ŠM 11) měla vyrábět Karosa, elektrickou výzbroj podnik Škoda Ostrov. Ale vzhledem k všeobecnému útlumu trolejbusové dopravy v 60. letech byl vývoj trolejbusu zastaven. Vyrobeno bylo celkem 8 vozů T 11.

## Varianty
- Karosa ŠM 11 – standardní třídveřový městský autobus
- Karosa ŠL 11 – dvoudveřový meziměstský (linkový) autobus, určený především pro ČSAD
- Karosa ŠD 11 – jednodveřový dálkový meziměstský autobus (autokar) pro dlouhé linky nebo pro zájezdy
- Karosa ŠM 16,5 – kloubový čtyřdveřový městský autobus

## Galerie

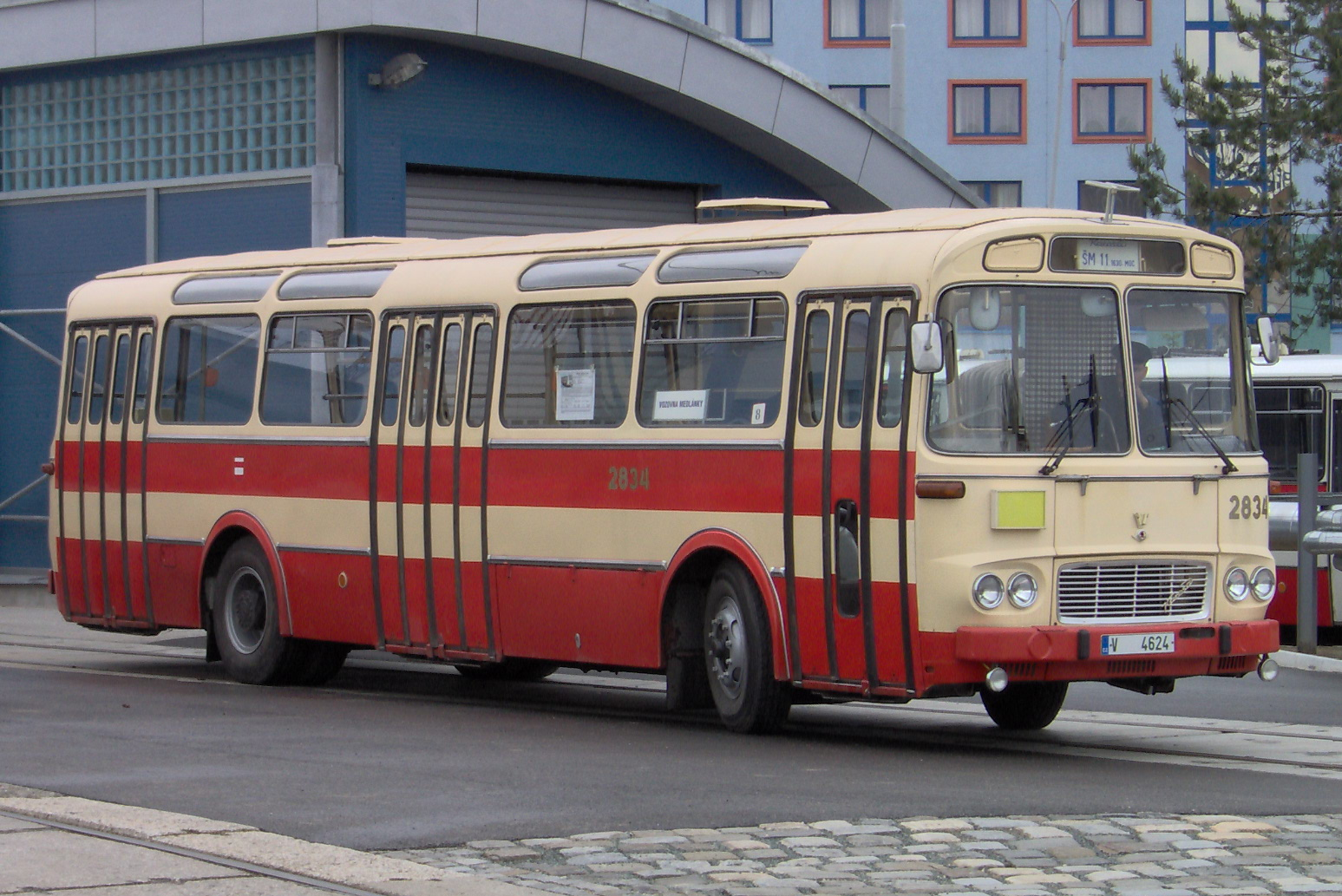
Karosa ŠM 11
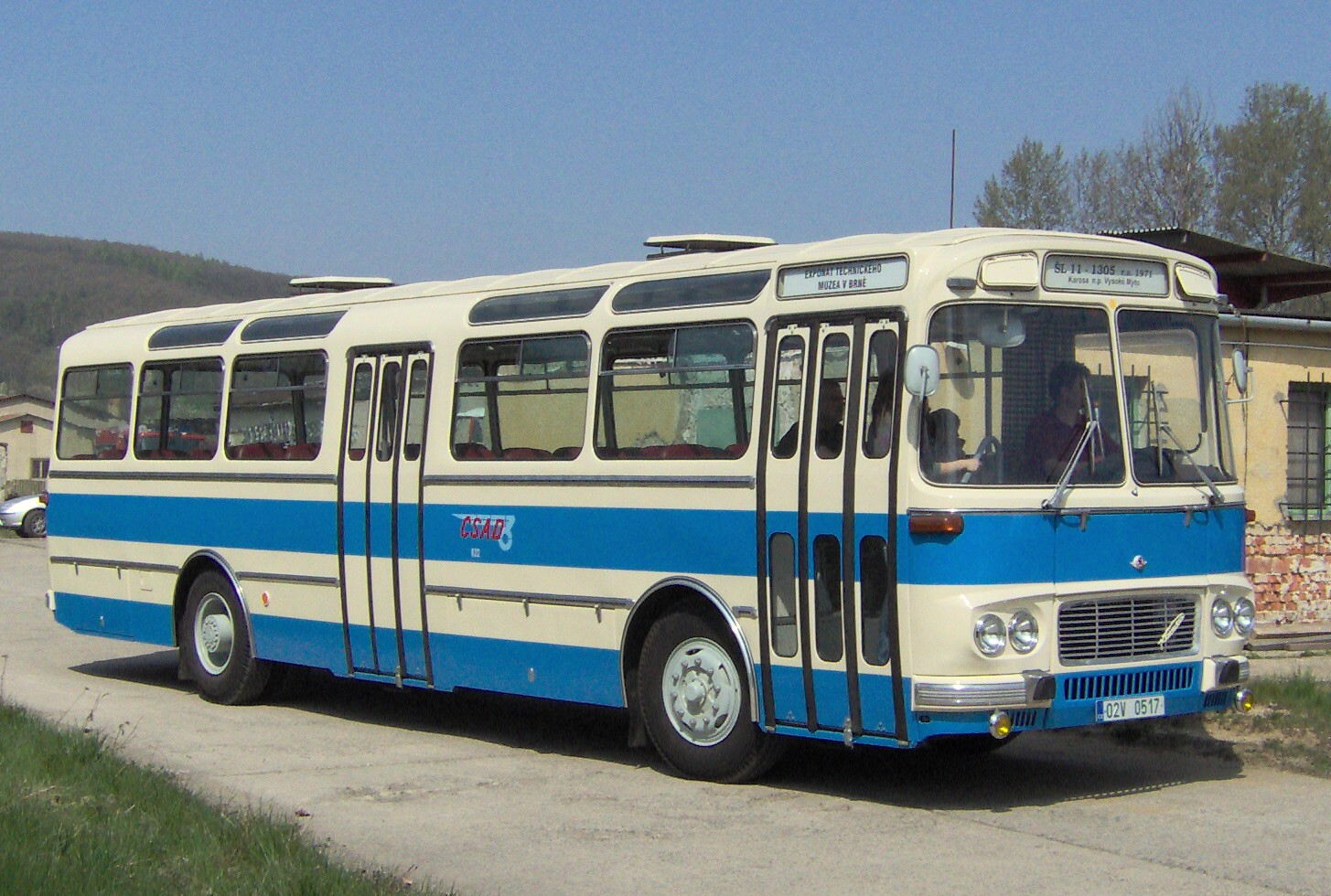
Karosa ŠL 11
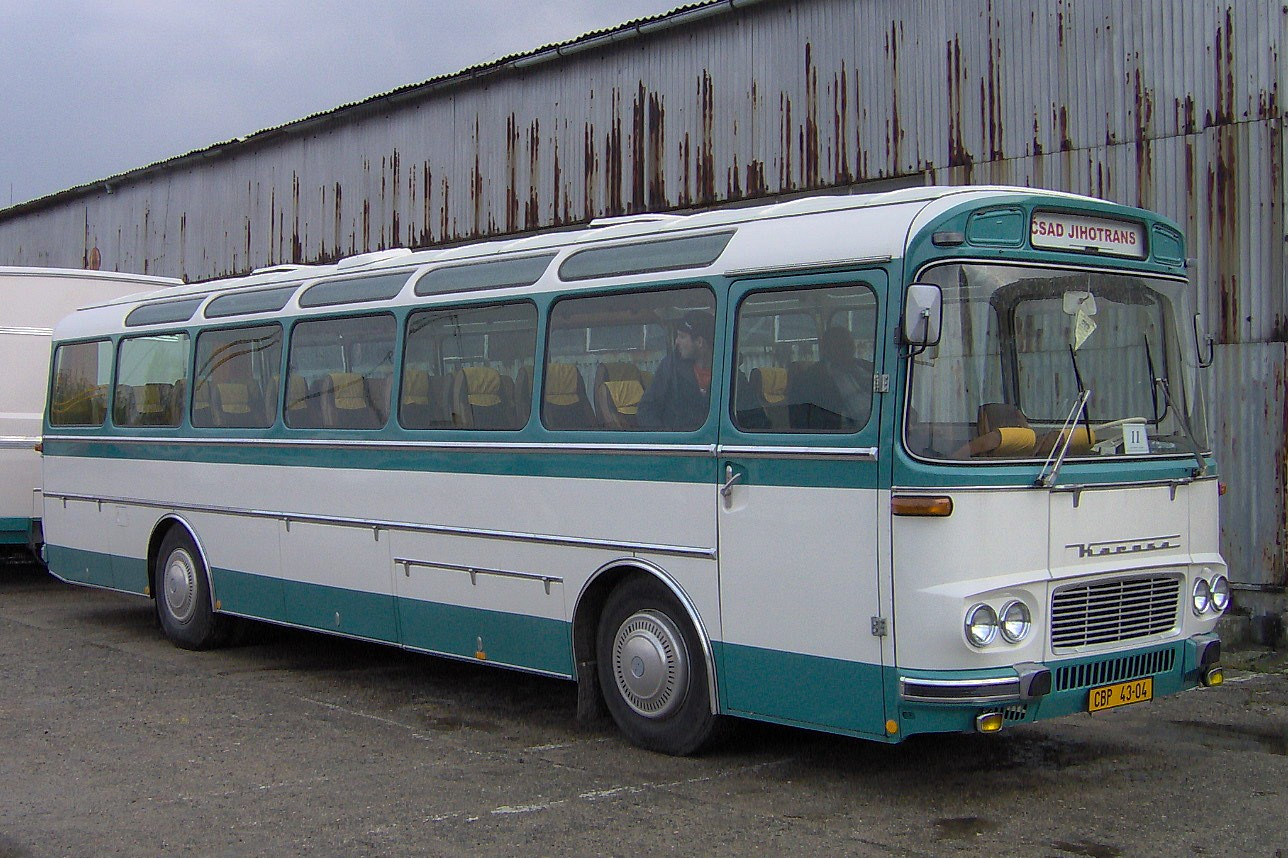
Karosa ŠD 11
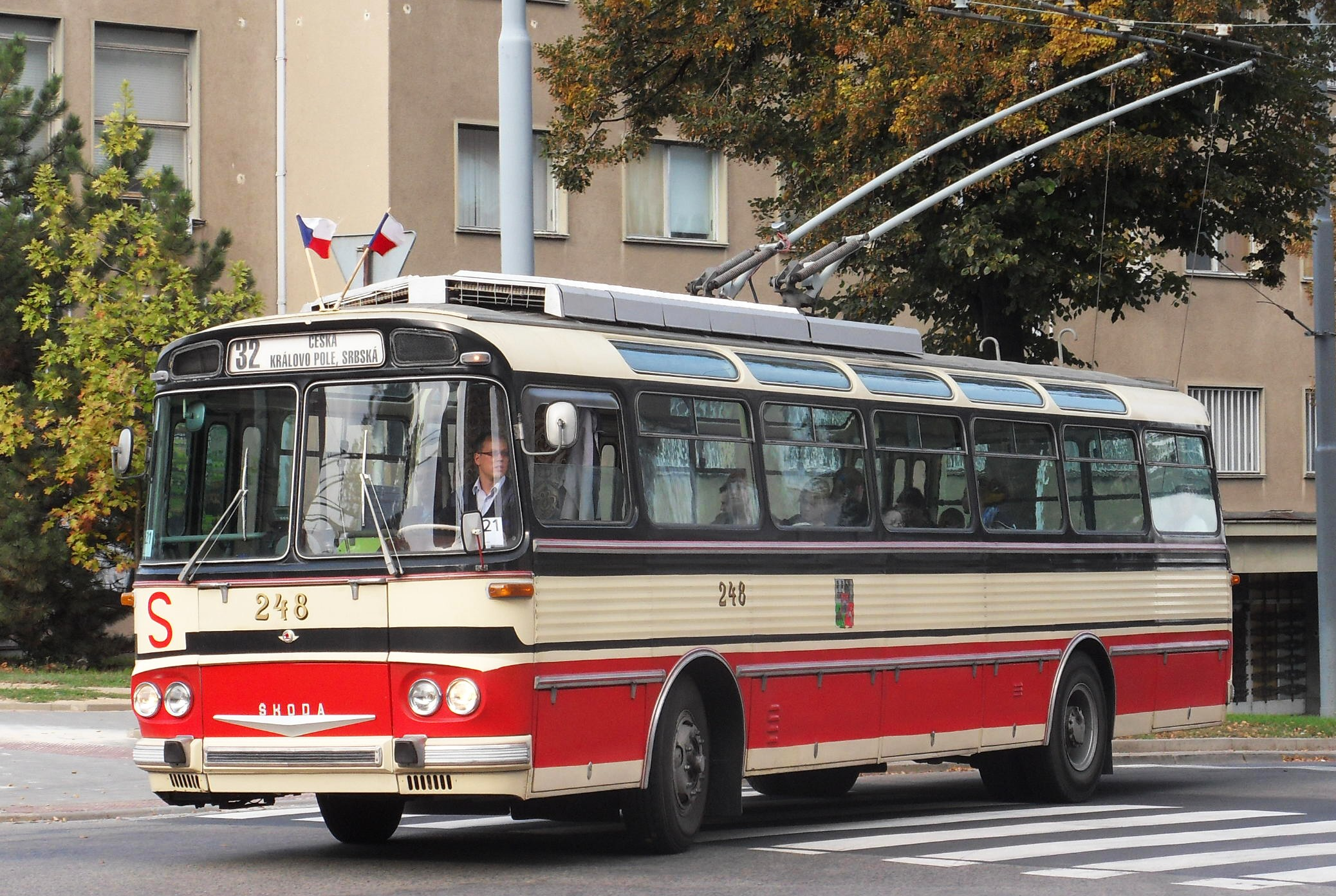
odvozený trolejbus Škoda T 11